# ㅑ
ㅑ – samogłoska należąca do grupy pisma hangul, przyporządkowana samogłosce [ja]. Według transkrypcji McCune’a-Reischauera samogłoska brzmi "ya".

## Pismo

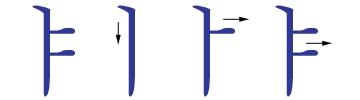
Kolejność stawiania kresek